# Bruce Sterling

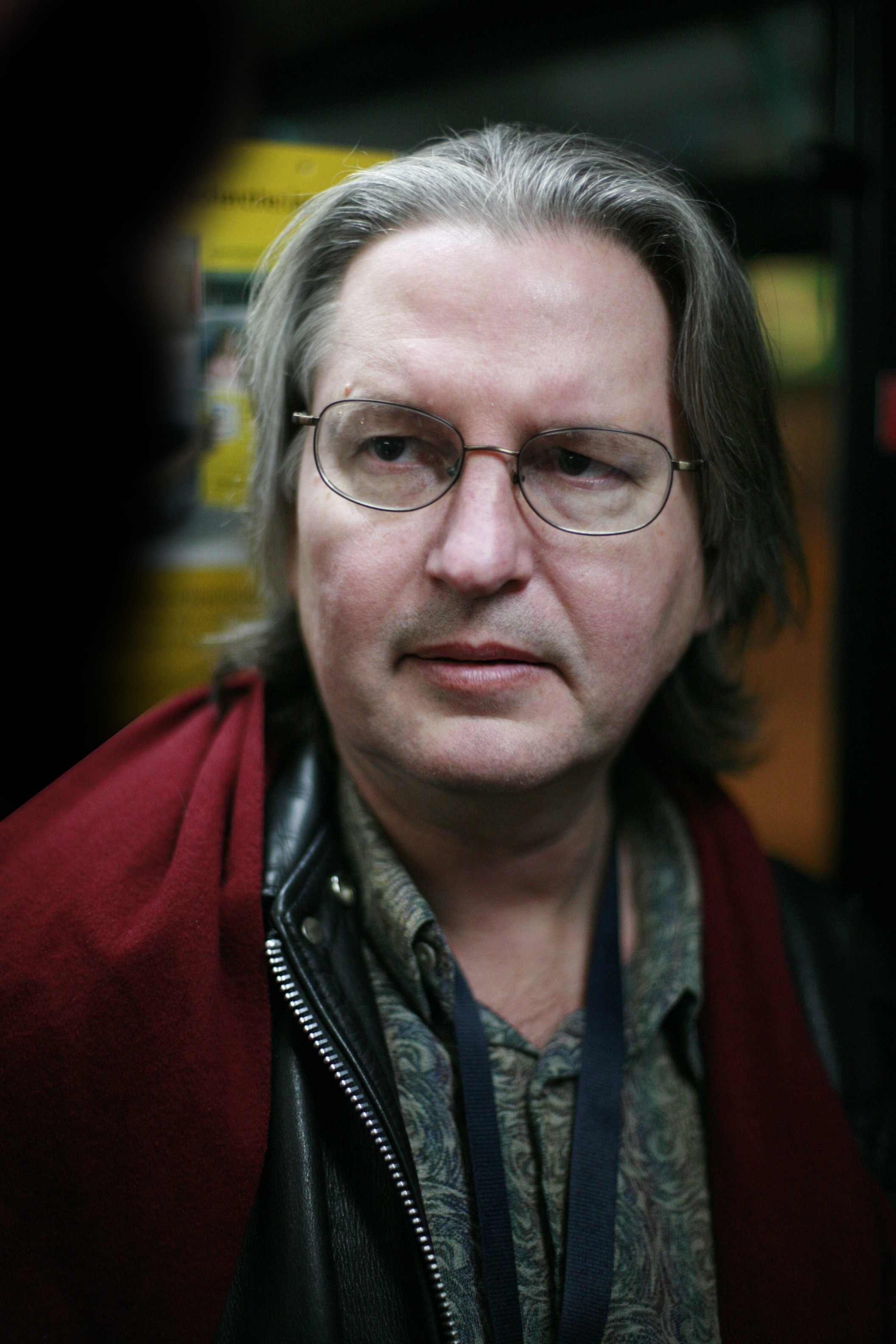
Bruce Sterling (2008)

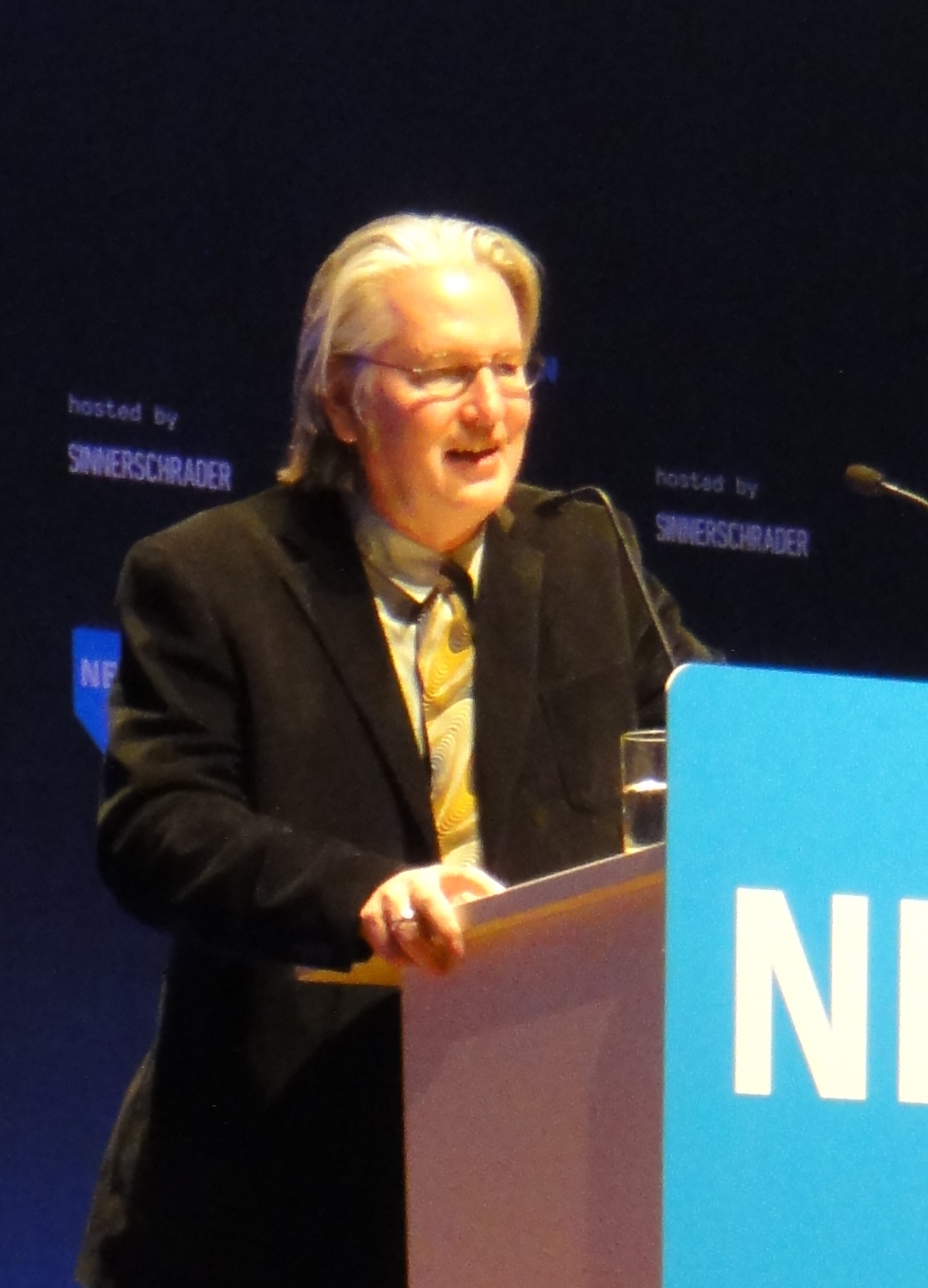
Bruce Sterling (2013)

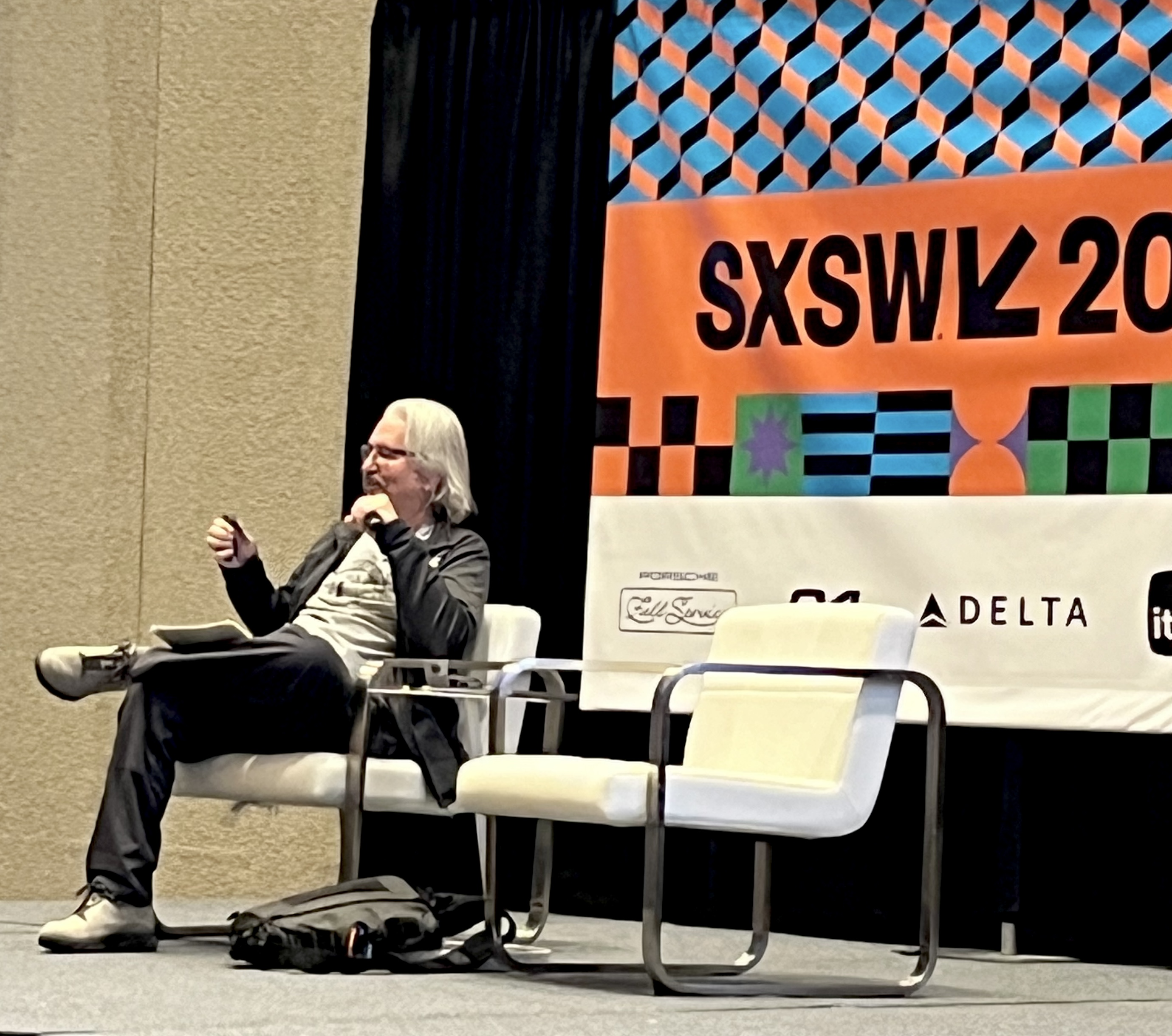
Bruce Sterling at SXSW 2024

Bruce Sterling (* 14. April 1954 in Brownsville, Texas) ist ein US-amerikanischer Science-Fiction-Schriftsteller.

## Leben
1974 war Sterling Teilnehmer des renommierten Clarion Workshops für angehende Science-Fiction- und Fantasy-Autoren.
Seine erste Veröffentlichung war die Kurzgeschichte Man-Made Self, die 1976 in Lone Star Universe erschien, der von Steven Utley und Geo. W. Proctor herausgegebenen Anthologie texanischer Autoren. Sterling war wie Utley Mitglied der Texas’ Turkey City Writers, einer Gruppe von SF-Autoren aus Austin.
Sterlings Debütroman war Involution Ocean (1977, dt. „Der Staubplanet“ (1984), später „Der Staubozean“).
Sterling gilt als Mitbegründer des Cyberpunk. Mehrfach war er für den Nebula Award und den Hugo Award nominiert, letzteren hat er 1999 erhalten. Seit 2007 lebt er in Turin, nachdem er mehrere Jahre in Belgrad gewohnt hatte. Er ist in zweiter Ehe mit der serbischen Autorin und Filmemacherin Jasmina Tešanović verheiratet.
Bekannt wurde Sterling auch durch sein politisches Engagement. 1992 veröffentlichte er sein erstes Sachbuch The Hacker Crackdown mit dem Untertitel Recht und Unordnung im Elektronischen Grenzland; darin beschreibt er die Hacker-Szene der späten 80er Jahre und entscheidende Ereignisse wie etwa den Schlag des US Secret Service gegen Kreditkartenbetrüger, die Razzia bei Steve Jackson Games und die Gründung der Electronic Frontier Foundation. Dieses Buch wurde frei in elektronischer Form im Internet veröffentlicht.
Sterling ist zudem einer der führenden Köpfe hinter der Viridian-Design-Bewegung („Cyber-Grüne“).
Sterling schreibt außerdem Artikel zu Popkultur, Populärwissenschaft und Reise, die in verschiedenen amerikanischen Magazinen erscheinen.

## Auszeichnungen
- 1989: John W. Campbell Memorial Award für den Roman Islands in the Net
- 1990: Science Fiction Chronicle Readers Poll für die Kurzgeschichte Dori Bangs
- 1997: Science Fiction Chronicle Readers Poll  für den Roman Holy Fire und für den Kurzroman Bicycle Repairman
- 1997: Hugo Award für den Kurzroman Bicycle Repairman
- 1999: Hugo Award, Locus Award und Hayakawa S-F Magazin Leserpreis für den Kurzroman Taklamakan; Locus Award für die Kurzgeschichte Maneki Neko
- 2000: Arthur C. Clarke Award für den Roman Distraction
- 2003: Locus Award zusammen mit Rudy Rucker für Tomorrow Now: Envisioning the Next Fifty Years

## Bibliografie
Romane
- Involution Ocean (1977)
  - Deutsch: Der Staubplanet. Übersetzt von Bernd Holzrichter. Knaur Science Fiction & Fantasy #5727, 1980, ISBN 3-426-05721-1. Nachdruck als: Der Staubozean. Heyne Science Fiction & Fantasy #5491, 1996, ISBN 3-453-10931-7.
- The Artificial Kid (1980)
  - Deutsch: Video-Kid. Ullstein Science Fiction & Fantasy #31090, 1984, ISBN 3-548-31090-7.
- Schismatrix (1985)
  - Deutsch: Schismatrix. Übersetzt von Roland Fleissner. Heyne Science Fiction & Fantasy #4556, 1989, ISBN 3-453-03145-8. Auch als: Schismatrix. Übersetzt von Hannes Riffel. Argument (Ariadne Social Fantasies #2058), 2000, ISBN 3-88619-958-4.
- Islands in the Net (1988)
  - Deutsch: Inseln im Netz. Heyne Science Fiction & Fantasy #4702, 1990, ISBN 3-453-04285-9.
- The Difference Engine (1990, mit William Gibson)
  - Deutsch: Die Differenz-Maschine. Heyne Science Fiction & Fantasy #4860, 1992, ISBN 3-453-05380-X.
- Heavy Weather (1994)
  - Deutsch: Schwere Wetter. Heyne Science Fiction & Fantasy #5490, 1996, ISBN 3-453-10930-9.
- Holy Fire (1996)
  - Deutsch: Heiliges Feuer. Heyne Science Fiction & Fantasy #6361, 2001, ISBN 3-453-17942-0.
- Distraction (1998)
  - Deutsch: Brennendes Land. Heyne Science Fiction & Fantasy #6381, 2001, ISBN 3-453-18774-1.
- Zeitgeist (2000)
- The Zenith Angle (2004)
- The Caryatids (2009)
- Love Is Strange: A Paranormal Romance (2012)

Sammlungen
- Crystal Express (1989)
  - Deutsch: Zikadenkönigin. Heyne Science Fiction & Fantasy #4709, 1990, ISBN 3-453-04294-8.
- Globalhead (1992)
- A Good Old-Fashioned Future (1999)
- Visionary in Residence (2006)
- Ascendancies: The Best of Bruce Sterling (2007)
- Gothic High-Tech (2011)
- Transreal Cyberpunk (2016, mit Rudy Rucker)

Anthologien (als Herausgeber)
- Mirrorshades: The Cyberpunk Anthology (1986)
  - Deutsch: Spiegelschatten. Heyne Science Fiction & Fantasy #4544, 1988, ISBN 3-453-03133-4.
- Twelve Tomorrows (2014)
- Twelve Tomorrows (2015)

Kurzgeschichten
- Man-Made Self (1976)
- Swarm (1982)
  - Deutsch: Schwärmer. In: Zikadenkönigin. 1990.
- Spider Rose (1982)
  - Deutsch: Spider Rose. In: Zikadenkönigin. 1990.
- Spook (1983)
  - Deutsch: Spitzel. In: Zikadenkönigin. 1990.
- Cicada Queen (1983)
  - Deutsch: Zikadenkönigin. In: Zikadenkönigin. 1990.
- Red Star, Winter Orbit (1983, mit William Gibson)
  - Deutsch: Roter Stern, Winterorbit. In: Spiegelschatten. 1988.
- Life in the Mechanist/Shaper Era: 20 Evocations (1984)
  - Deutsch: Zwanzig Anrufungen. In: Zikadenkönigin. 1990.
- Sunken Gardens (1984)
  - Deutsch: Versunkene Gärten. In: Zikadenkönigin. 1990.
- Telliamed (1984)
  - Deutsch: Telliamed. In: Zikadenkönigin. 1990.
- The Compassionate, the Digital (1985)
  - Deutsch: Der Barmherzige, der Digitale. In: Michael Nagula (Hrsg.): Atomic Avenue. Heyne (Heyne Science Fiction & Fantasy #4704), 1990, ISBN 3-453-04287-5.
- The Unfolding (1985, mit John Shirley)
  - Deutsch: Die Entfaltung. Übersetzt von Michael Nagula. In: Michael Nagula (Hrsg.): Atomic Avenue. Heyne (Heyne Science Fiction & Fantasy #4704), 1990, ISBN 3-453-04287-5. Auch als: Die Erscheinung. Übersetzt von Norbert Stöbe. Hitzefühler§1991-00-00§John Shirley§Heyne (Heyne Science Fiction & Fantasy #4825)§3-453-05012-6 1991.
- Dinner in Audoghast (1985)
  - Deutsch: Abendmahl in Audoghast. In: Zikadenkönigin. 1990.
- Mozart in Mirrorshades (1985, mit Lewis Shiner)
  - Deutsch: Mozart mit Spiegelbrille. In: Spiegelschatten. 1988.
- Green Days in Brunei (1985)
  - Deutsch: Grüne Tage in Brunei. In: Zikadenkönigin. 1990.
- Storming the Cosmos (1985, mit Rudy Rucker)
  - Deutsch: Die Erstürmung des Kosmos. In: Friedel Wahren (Hrsg.): Isaac Asimov's Science Fiction Magazin 30. Folge. Heyne (Heyne Science Fiction & Fantasy #4446), 1987, ISBN 3-453-00962-2.
- The Beautiful and the Sublime (1986)
  - Deutsch: Das Schöne und das Erhabene. In: Zikadenkönigin. 1990.
- Flowers of Edo (1987)
  - Deutsch: Die Blumen von Edo. In: Zikadenkönigin. 1990.
- The Little Magic Shop (1987)
  - Deutsch: Der kleine Zauberladen. In: Zikadenkönigin. 1990.
- The Gulf Wars (1988)
- Our Neural Chernobyl (1988)
- We See Things Differently (1989)
- Dori Bangs (1989)
- The Sword of Damocles (1990)
- The Shores of Bohemia (1990)
- Endangered Species (1990)
- Latter-Day Martian Chronicles (1990)
- Hollywood Kremlin (1990)
- The Angel of Goliad (1990, mit William Gibson)
- Jim and Irene (1991)
- The Moral Bullet (1991, mit John Kessel)
- The Unthinkable (1991)
  - Deutsch: Das Undenkbare. In: Ronald M. Hahn (Hrsg.): Ebenbilder. Heyne (Heyne Science Fiction & Fantasy #5004), 1993, ISBN 3-453-06231-0.
- Are You For 86? (1992)
- Memo from Turner (1993)
- Sacred Cow (1993)
- Deep Eddy (1993)
- Big Jelly (1994, mit Rudy Rucker)
- Heavy Weather (1995)
- Bicycle Repairman (1996)
  - Deutsch: Der Fahrradmechaniker. In: Wolfgang Jeschke (Hrsg.): Winterfliegen. Heyne (Heyne Science Fiction & Fantasy #5970), 1999, ISBN 3-453-13985-2.
- The Littlest Jackal (1996)
- Maneki Neko (1998)
- Taklamakan (1998)
  - Deutsch: Taklamakan. In: Friedel Wahren (Hrsg.): Asimovs Science Fiction 54. Folge. Heyne (Heyne Science Fiction & Fantasy #6345), 2000, ISBN 3-453-16195-5.
- Homo Sapiens Declared Extinct (1999, auch als A.D. 2380: Homo Sapiens Declared Extinct; 2001)
- User-Centric (1999)
- Code (2001)
- The Scab's Progress (2001, mit Paul Di Filippo)
- In Paradise (2002)
- Junk DNA (2003, mit Rudy Rucker)
- The Latter Days of the Law (2003, mit Howard Waldrop)
- The Necropolis of Thebes (2003)
- The Growthing (2004)
- The Spider's Amazement (2004)
- Luciferase (2004)
- The Blemmye's Strategem (2005)
- Ivory Tower (2005)
- The Denial (2005)
- Message Found in a Bottle (2006)
- I Saw the Best Minds of My Generations Destroyed by Google (2006)
- Kiosk (2007)
- A Plain Tale from Our Hills (2007)
- Hormiga Canyon (2007, mit Rudy Rucker)
- The Lustration (2007)
- The Interoperation (2007)
- Computer Entertainment Thirty-Five Years from Today (2008)
- Colliding Branes (2009, mit Rudy Rucker)
- Black Swan (2009)
- White Fungus (2009)
- Join the Navy and See the Worlds (2009)
- Esoteric City (2009)
- The Hypersurface of This Decade (2010)
- Windsor Executive Solutions (2010, mit Chris Nakashima-Brown)
- The Exterminator's Want Ad (2010)
- The Parthenopean Scalpel (2010)
- The Paranoid Critical Method (2010)
- Good Night, Moon (2010, mit Rudy Rucker)
- The Master of the Aviary (2011)
- The Onset of a Paranormal Romance (2011)
- Goddess of Mercy (2012)
- Loco (2012, mit Rudy Rucker)
- The Peak of Eternal Light (2012)
- My Pretty Alluvian Bride (2012)
- From Beyond the Coming Age of Networked Matter (2013)
- Pilgrims of the Round World (2013)
- The Various Mansions of the Universe (2014)
- Tall Tower (2014)
- The Brain Dump (2014)
- The Ancient Engineer (2015)
- Pictures from the Resurrection (2015)
- Kraken and Sage (2016, mit Rudy Rucker)
- Totem Poles (2016, mit Rudy Rucker)
- Sgt. Augmento (2016)
- Pirate Utopia (2016)
- Elephant on Table (2017)
- It Feels So Exponential (2017)
- Takes from the White Hart (2018)

Wird bei Kurzgeschichten als Quelle nur Titel und Jahr angegeben, so findet sich die vollständige Angabe bei der entsprechenden Sammelausgabe.>
Sachliteratur
- The Hacker Crackdown: Law and Disorder on the Electronic Frontier (1992)
- Tomorrow Now: Envisioning the Next Fifty Years (2002)
- Shaping Things (2005)
- The Epic Struggle for the Internet of Things (2014)